# Tô na Rua
Tô Na Rua é uma canção da cantora baiana Ivete Sangalo, presente no seu álbum de estreia homônimo (1999). A música foi composta por Gal Sales e Xexéu II. A canção foi incluída nos álbuns Fortal 2000 - A Estação da Alegria" e "Pure Brazil, Vol. 2: Rio Bahia Carnival (2005), que contam com vários sucessos de axé.

## Composição e letra
"Tô na Rua" foi escrita por Gal Sales e Xexéu II, e é uma canção de axé, onde Ivete fala sobre estar apaixonada por uma pessoa, e que se ela encontrar a pessoa amada, ela irá exigir carinho, o que pode ser comprovado na parte, "Ai meu bem se eu te encontrar, carinho vou querer, vem cá bacana, sinto que você me ama , meu coração não se engana..." No refrão, Ivete canta, "Tô na rua, na lua, no mar, na ladeira, tô na sua e quero te encontrar de bobeira."

## Promoção
A canção entrou na coletânea "Fortal 2000 - A Estação da Alegria", de 2000, e também na coletânea Pure Brazil, Vol. 2: Rio Bahia Carnival (2005), ambas contam com vários sucessos de axé. A canção também foi apresentada por Ivete em diversas turnês, assim como entrou no seu álbum ao vivo gravado na Fonte Nova, o MTV Ao Vivo - Ivete Sangalo (2003). O álbum também apareceu na coletânea O Carnaval de Ivete Sangalo (2012).